# 알섬 (라선)
알섬 또는 난도(문화어: 란도, 한국 한자: 卵島)(영어: Alsom / Al-som)은 라선시 선봉구역 소속의 동해의 섬이다.

## 지리
해방 당시 행정구역은 함경북도 나진시 우암리였다. 시기는 불명이나, 조선 시대에는 봉수가 설치되어 있었고, 등대가 설치되어 있다. 웅기만 남쪽 방향으로 약 15km 멀리 떨어져 있으며 사람이 살지 않는 무인도이다. 해당화가 많이 서식하며, 북한에서 천연기념물로 지정되어 있다.